# John Ribat
John Ribat, M.S.C. (nascut el 9 de febrer de 1957) és un prelat de l'Església Catòlica, originari de Papua Nova Guinea que serveix com a arquebisbe metropolità de Port Moresby des de 2008. Al 2016 va ingressar al Col·legi de Cardenals. És el primer cardenal originari de Papua Nova Guinea.

## Biografia
Ribat va néixer a Volavolo. Va ser ordenat prevere l'1 de desembre de 1985 i consagrat bisbe el 30 d'octubre de 2000. Va ser nomenat arquebisbe de Port Moresby el 26 de març de 2008.
El 9 d'octubre de 2016 el Papa Francesc anuncià que l'arquebisbe Ribat seria un dels 17 nous cardenals que crearia al consistori del 19 de novembre.